# Rękopis

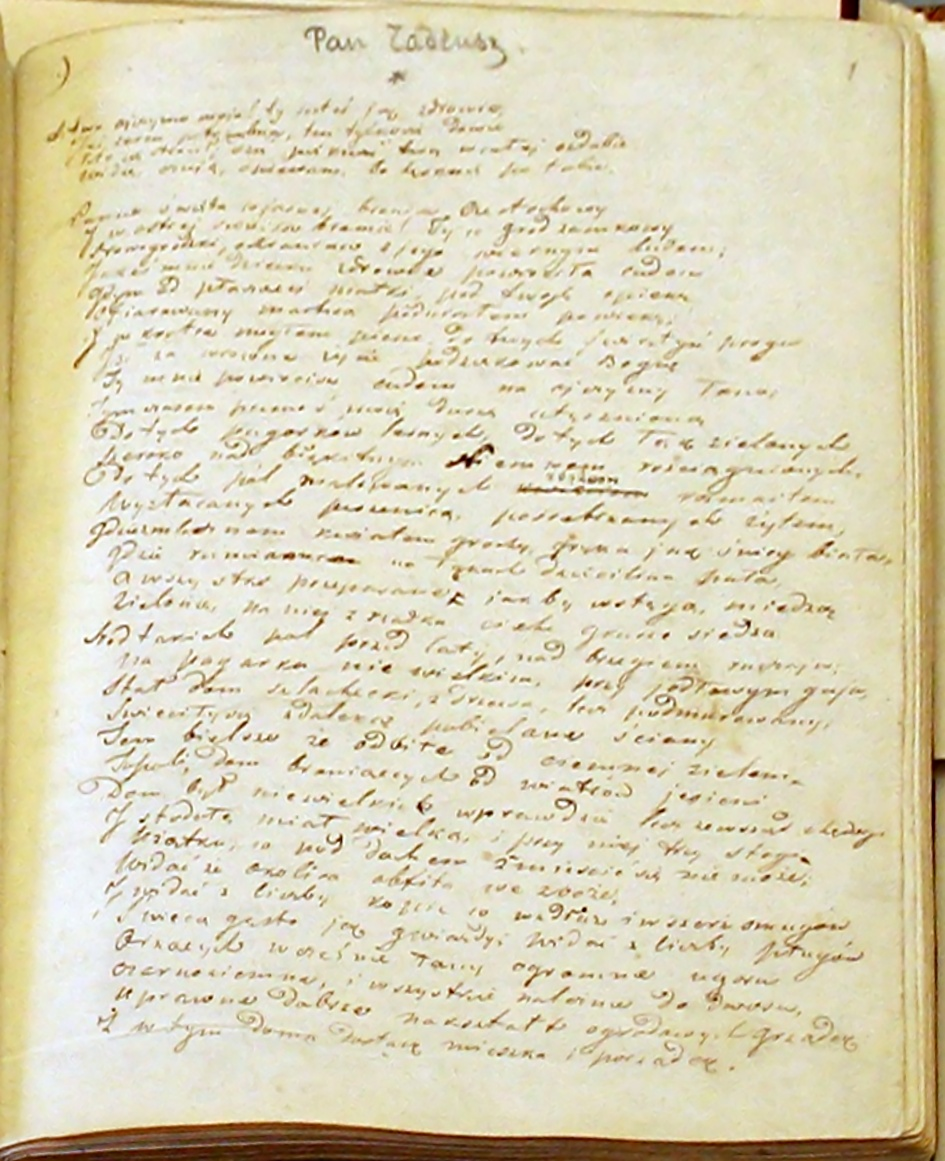
Pierwsza strona rękopisu Pana Tadeusza

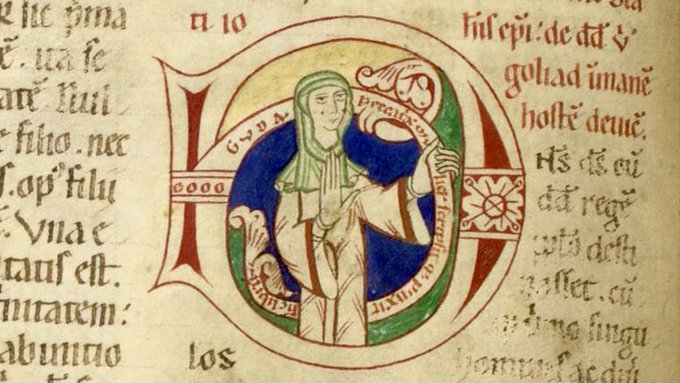
Portret Gudy, „grzesznicy i kobiety, [która] napisała i zilustrowała tę książkę”. Frankfurt, Ms. Barth. 42, XII w.

Rękopis, in. manuskrypt (z łac. manuscriptum ‘rękopis’, od manus ‘ręka’ i scriptum ‘rzecz napisana’, od scribere ‘rysować, pisać’) – zapisany odręcznie tekst, w odróżnieniu od powielanego mechanicznie. Termin stosowany zwykle w odniesieniu do zabytkowych książek lub dokumentów pochodzących z okresu przed upowszechnieniem się druku. W takim rozumieniu każdy rękopis jest dziełem niepowtarzalnym o indywidualnych cechach. W szerszym znaczeniu, rękopis to każdy tekst zapisywany ręcznie za pomocą np. ołówka, atramentu, tuszu.
Najdawniejsze rękopisy to:
- inskrypcje na kamieniu np. z kultury Vinča od 7500 lat temu.
- na tabliczkach glinianych
- chińskie na skorupach żółwia lub ryte w metalu, jak np. Miedziany Zwój
- egipskie na zwojach papirusowych
- skóra zwierzęca (tak zwany pergamin).

W średniowieczu powielaniem rękopisów, zwanych manuskryptami, zajmowali się przede wszystkim mnisi. Zapoczątkował to w VI wieku rzymski polityk, historyk i filozof Kasjodor, fundując klasztor w Vivarium.
Ważne rękopisy średniowieczne i nowożytne, przede wszystkim cenne księgi i dokumenty, często zdobiono iluminacjami. Najstarsze europejskie rękopisy iluminowane pochodzą z VIII w., w Polsce z XI w. Przykłady polskich zabytków tego typu to m.in. Ewangeliarz gnieźnieński, Złoty kodeks pułtuski (Ewangeliarz płocki), Sakramentarz tyniecki, Kazania świętokrzyskie.